# Ed O'Ross
Edward Orss (Pittsburgh, Pennsylvania, 5 de julio de 1949), más conocido como Ed O´Ross, es un actor y productor de cine estadounidense.
Es conocido principalmente por interpretar al gánster soviético Victor Rosta en el thriller de acción dirigido por Walter Hill Red Heat, protagonizado por Arnold Schwarzenegger.
Otras películas conocidas en las que ha intervenido como actor secundario han sido Full Metal Jacket, Lethal Weapon y Soldado universal (entre otras). También ha aparecido en series televisivas como Se ha escrito un crimen, Boston Legal, Six Feet Under y CSI: Nueva York.